# Ranunculus himalaicus
Ranunculus himalaicus är en ranunkelväxtart som beskrevs av Y. Kadota. Ranunculus himalaicus ingår i släktet ranunkler, och familjen ranunkelväxter. Inga underarter finns listade i Catalogue of Life.